# Radiologie
Radiologie is het medisch specialisme dat zich bezighoudt met het opzoeken van de aard en de plaats van een ziekte, letsel of aandoening door middel van stralen of golven. De meest gebruikte stralen zijn de röntgenstralen voor röntgenfoto's en CT-scans, maar tegenwoordig wordt meer en meer van geluidsgolven gebruikgemaakt, dus bij echografie, en van magnetische velden, zoals bij NMR, MR of een MRI-scan.
De verschillende vormen van beeldvormend medisch onderzoek worden onder de radiologie gerekend. De radioloog is de arts die gespecialiseerd is in het verrichten van onderzoek en het stellen van een diagnose met behulp van stralen of apparaten die de weefsels en organen van het lichaam zichtbaar maken. Tevens heeft de radioloog de beschikking over chirurgische technieken om via kleine toegangspoorten, zoals een klein sneetje in een ader, slagader of de buikholte, aandoeningen in het lichaam te behandelen. Hij gebruikt hierbij vaak angioplastiek, dat is dotteren.
De radioloog kan met röntgen- en ander onderzoek vaststellen of een lichaamsdeel of orgaan ziek of gezond is. Als de behandelende huisarts of medisch specialist niet met zekerheid kan zeggen wat een patiënt mankeert, laat hij in overleg met de radioloog een 'foto' maken. De diagnose en het advies van de radioloog is meestal bepalend.
De radiodiagnostisch laborant is een hbo-opgeleide medewerker van de afdeling radiologie, die de meeste apparaten, zoals conventionele röntgenapparatuur, CT-scanner en MRI-scanner, bedient.
In het Militair Hospitaal Koningin Astrid in Neder-Over-Heembeek is het Belgisch Museum voor Radiologie gevestigd.
Basisarts · Huisarts · Specialist —
Acute geneeskunde ·
Anesthesie-reanimatie ·
Arbeidsgeneeskunde ·
Arts Maatschappij en Gezondheid ·
Arts voor verstandelijk gehandicapten ·
Beheer van gezondheidsgegevens ·
Cardiologie ·
Dermato-venereologie ·
Endocrino-diabetologie ·
Forensische of gerechtelijke geneeskunde ·
Fysische geneeskunde ·
Gastro-enterologie ·
Geriatrie ·
Gynaecologie en verloskunde ·
Heelkunde ·
Intensieve zorg ·
Interne of inwendige geneeskunde ·
Kinder- en jeugdpsychiatrie ·
Klinische biologie ·
Klinische chemie ·
Klinische farmacologie ·
Klinische genetica ·
Mond-, kaak- en aangezichtschirurgie ·
Nefrologie ·
Neurochirurgie ·
Neurologie ·
Nucleaire geneeskunde ·
Oncologie ·
Oftalmologie of oogheelkunde ·
Orthopedie ·
Otorinolaryngologie, kno-heelkunde of nko-heelkunde ·
Pathologische anatomie ·
Pediatrie ·
Plastische, reconstructieve en esthetische heelkunde ·
Pneumologie of longziekten ·
Psychiatrie ·
Radiologie ·
Radiotherapie-Oncologie ·
Reumatologie ·
Revalidatiegeneeskunde ·
Sociale geneeskunde ·
Sportgeneeskunde ·
Stomatologie of kaakchirurgie ·
Spoedeisende of urgentiegeneeskunde ·
Urologie ·
Verzekeringsgeneeskunde en medische expertise